# 稲荷台古墳群
稲荷台古墳群（いなりだいこふんぐん）は、千葉県市原市山田橋にある古墳群。

## 概要
養老川下流域北岸のこの地域は、令制国成立以前は上海上国造の領域であったとされるが、姉崎古墳群のある南岸と較べ目立った古墳などは確認されておらず、有力な勢力は存在しなかったと考えられている。しかし、その後令制国が成立すると隣接する国分寺台に上総国国分寺がおかれ上総国の中心となった。
このため、国分寺やその関連施設を目的とした調査が行われた。1976年（昭和51年）から翌年にかけて実施された調査では、4世紀後期から7世紀にかけて形成された12基の円墳の存在が確認され、この他にも7世紀以後の墳丘を持たない地下式系墓が発見されている（他にも方墳などの小型古墳が存在した可能性も指摘されている）。特にこの古墳群のなかでは最も大きい稲荷台1号古墳からは「王賜」の文字が入った鉄剣の存在が確認された（→鉄剣・鉄刀銘文）。この稲荷台1号古墳付近は既に開発されて住宅地になっているが、古墳周溝付近が記念公園として整備され、1/3規模に復元された古墳形の築山が置かれている。
この他にもいずれも4世紀後期から末期築造とされる2号墳（径18.6メートル）や3号墳（径22.6メートル）、6世紀前半と推定される4号墳（径20.2メートル）やや南方に離れた場所にあり、これも6世紀頃と推定されている11号墳（径24.9メートル）や12号墳（径14.2メートル）などが知られていたが、その多くが住宅地となっている。